# Зимин, Константин Николаевич
Константин Николаевич Зимин (1901 — 1944) — советский военнослужащий, член Военного совета Забайкальского фронта, генерал-лейтенант (1942).

## Биография
Родился в русской крестьянской семье (по другим данным — в семье служащего).
С 16 лет начал работать на Молитовской текстильной фабрике, становится участником Союза рабочей молодёжи, с 1918 — секретарь райкома комсомола. В мае 1919 уходит добровольцем на Восточный фронт РККА, красноармеец, с того же года член РКП(б). Затем секретарь партийной организации батальона, помощник военкома батальона.
В 1921—1923 — на комсомольской и советской работе, затем вновь в Красной Армии на партийной работе. В 1923—1925 — помощник начальника, начальник политического секретариата Нижегородского губернского военкомата. В 1925—1930 годах — заместитель начальника политического отдела по комсомольской работе 17-й Нижегородской стрелковой дивизии. В 1930—1931 — начальник политического отдела спецчастей Московского гарнизона. В 1931—1935 — советник политического управления Монгольской народно-революционной армии. С марта 1936 по март 1939 — помощник начальника по политической части бронетанковых курсов усовершенствования командного состава РККА. В 1938 — член Военного Совета, начальник политического управления Северо-Кавказского военного округа. В марте 1939 года назначается членом Военного совета 1-й особой Краснознаменной армии, участник боёв на Халхин-Голе.
В период советско-финской войны — член Военного совета 8-й армии, действующей на Петрозаводском направлении.
С началом Великой Отечественной войны Константин Зимин назначается членом Военного совета Забайкальского фронта (ранее Забайкальского военного округа). На этом посту он пробыл до последнего дня своей жизни. Скоропостижно скончался от сердечного приступа 7 июля 1944 года.
Похоронен на Красном кладбище Нижнего Новгорода.

### Звания
- дивизионный комиссар (31 января 1936);
- корпусной комиссар (9 февраля 1939);
- генерал-лейтенант (6 декабря 1942).

### Награды
Два ордена Красного Знамени, орден Красной Звезды, орден Красного Знамени 1-й степени (МНР), медали.

## Память
- улица Генерала Зимина в Канавинском районе Нижнего Новгорода.[4]